# Кері Рід
Кері Рід (англ. Cari Read, 4 вересня 1970) — канадська синхронна плавчиня.
Призерка Олімпійських Ігор 1996 року.
Призерка Чемпіонату світу з водних видів спорту 1991, 1994 років.
Призерка Панамериканських ігор 1995 року.